# Max Friedlaender (musicologue)
Pour les articles homonymes, voir Max Friedländer et Friedländer.
Pour les articles homonymes, voir Friedlaender.
Ne doit pas être confondu avec Max Jakob Friedländer.
Max Friedlaender (né le 12 octobre 1852 à Brieg, dans la province de Silésie, en royaume de Prusse — aujourd'hui Brzeg, en Pologne — et décédé le 2 mai 1934 à Berlin) est un chanteur concertiste baryton, éditeur musical et musicologue allemand. Il s'est spécialisé dans le lied.

## Biographie
Friedlaender a étudié le chant avec des enseignants réputés comme Manuel Garcia junior à Londres et Jules Stockhausen à Francfort. Ils faisaient partie tous les deux de l'école du bel canto. Il s'est exécuté aux concerts populaires à Londres en 1880, puis, de 1881 à 1883, a vécu et travaillé à Francfort, et enfin s'est installé à Berlin en 1883. Il a obtenu un doctorat de l'Université de Rostock en 1894 avec une thèse sur Franz Schubert, puis a enseigné à la Faculté de musique de Berlin à partir de 1894. Il a été directeur de la musique à Berlin en 1903.
Friedlaender a ensuite émigré aux États-Unis en 1911, où il a enseigné à l'Université Harvard. Il a été conférencier dans de nombreuses universités américaines. Il a succédé à Rochus von Liliencron à la direction du Book of National Songs for Men's Choirs initié par l'empereur Guillaume II en 1906. Dans les années vingt, il s'est impliqué dans la formation des Deutsches Volksliedarchiv. Le régime nazi a popularisé ces archives, qui convenaient à sa politique culturelle nationaliste, ce qui était ironique étant donné les origines juives de Friedlaender.
Il a édité de nombreuses anthologies sur le lied, pour les Éditions Peters, à Leipzig, contenant des œuvres de Robert Schumann, Felix Mendelssohn, Carl Loewe ou Ludwig van Beethoven, sept volumes de lieder de Franz Schubert, une collection de chansons populaires et un manuel choral. Certains volumes sont encore diffusés aujourd'hui. Au cours de ses recherches, il a découvert les manuscrits d'une centaine de lieder perdus de Franz Schubert, qu'il a publiés dans son édition intégrale. Son œuvre principale est une étude en deux volumes sur les lieder allemands du XVIIIe siècle, éditée par Cotta à Stuttgart en 1902.

### Profanation de sa tombe
Le Figaro du 13 octobre 2021 révèle qu'un énorme scandale secoue l'Allemagne depuis l'inhumation le 9 octobre d'un néo-nazi négationniste dans la tombe du professeur Max Friedlaender.
L'église évangélique, gérant le cimetière de Stahnsdorf situé au sud de Berlin, avait en effet donné son accord pour le dépôt d'une urne funéraire de ce criminel dans cette tombe, arguant que celui-ci avait droit à un lieu d'inhumation. Les autorités religieuses protestantes parlent maintenant d'une tragique méprise, alors qu'elles avaient approuvé ce lieu, sciemment choisi par des néo-nazis. Lors de la cérémonie funéraire du 9 octobre, la stèle de Max Friedlaender avait été recouverte d'un voile noir qui en occultait le nom, alors que les néo-nazis qui organisaient la cérémonie et dont plusieurs avaient déjà été condamnés y avaient déposé des croix de fer du Troisième Reich, ajoutant l'abomination d'une profanation à la honte d'autorités religieuses complices.

## Publications
- (de) 100 Deutsche Volkslieder, 1885.
- (de) Gluck's Klopstocksche Oden, 1886.
- (de) Ein Hundert Deutsche Volkslieder, 1886.
- (de) Beiträge zur Biographie Franz Schuberts, 1887.
- (de) Beethoven's Schottische Lieder, 1889.
- (de) Chorschule, 1891.
- (de) Wiegenlieder, 1894.
- (de) Gesänge von Beethoven, 1896.
- (de) Goethe's Gedichte in der Musik
- (en) Haydn's Canons, 1899.
- (en) Beethoven's Klavier-Rondo, 1900.
- (de) Das deutsche Lied im 18. Jahrhundert, 2 volumes, 1902.
- (de) Brahms’ Lieder. Einführung in seine Gesänge für eine und zwei Stimmen, 1922[4].